# Armadillidium zuellichi
Armadillidium zuellichi är en kräftdjursart som beskrevs av Hans Strouhal 1937. Armadillidium zuellichi ingår i släktet Armadillidium och familjen klotgråsuggor. Inga underarter finns listade i Catalogue of Life.